# Locomotiva FS 850 (1905)
Le locomotive FS 850 sono state delle locomotive-tender a vapore già della Rete Mediterranea (RM) che nel 1905 confluirono nel parco delle Ferrovie dello Stato (FS).
Costruite nel 1884 in cinque unità e numerate RM 6505 ÷ 6509, nel 1905 furono rinumerate FS 8501 ÷ 8506 e nel 1918 850.001 ÷ 005.
Negli anni venti furono dotate di caldaie provenienti da locomotive del gruppo 804 FS.
Furono radiate negli anni trenta.

### Fonti a stampa
- Pietro Accomazzi, Nozioni elementari sulla locomotiva delle strade ferrate, Parma, Albertelli, 1986.
- Guido Corbellini, Il cinquantenario delle Ferrovie dello Stato, in 1905-1955. Il cinquantenario delle Ferrovie dello Stato, in Ingegneria Ferroviaria, 9 (1955), n. 5-6, pp. 333-528, ISSN 0020-0956.
- Manlio Diegoli, La trazione a vapore, Ingegneria Ferroviaria, 16 (1961), n. 7-8, pp. 671-680. ISSN 0020-0956.
- Ferrovie dello Stato. Direzione generale. Servizio Trazione, Album dei tipi delle locomotive ed automotrici, vol. II, Firenze, Ferrovie dello Stato, 1915,  tav. 153.
- Ferrovie dello Stato. Direzione generale. Servizio Trazione, Album dei tipi delle locomotive ed automotrici, Firenze, Ferrovie dello Stato, 1923,  Appendice II, prospetti.
- Ministero delle Comunicazioni. Ferrovie dello Stato. Scuole Aiuto macchinisti, Nozioni di cultura professionale, vol. 2, parte 1, La locomotiva a vapore, Firenze, Soc. an. stab. tipografico già G. Civelli, 1940.
- Giuseppe Vicuna, Organizzazione e tecnica ferroviaria, Roma, Collegio Ingegneri Ferroviari Italiani, 1968.

### Storiografia e complementi
- Italo Briano, Storia delle ferrovie in Italia, Milano, Cavallotti, 1977, vol. 1 Le vicende.
- Italo Briano, Storia delle ferrovie in Italia, Milano, Cavallotti, 1977, vol. 2 La tecnica 1.
- Giovanni Cornolò, Locomotive a vapore FS, 2ª ed., Parma, Ermanno Albertelli, 1998, ISBN 88-85909-91-4.
- Alcide Damen, Valerio Naglieri e Plinio Pirani Treni di tutto il mondo. Italia. Locomotive a vapore, Parma, Ermanno Albertelli, 1971.
- (EN) Peter Michael Kalla-Bishop, Italian State Railways steam locomotives, Abingdom, R. Tourret, 1986, ISBN 0-905878-03-5.
- Angelo Nascimbene, Aldo Riccardi, 1905-2005. Cento anni di locomotive a vapore delle Ferrovie dello Stato, in Tutto treno tema, (2005), n. 20, pp. 53-56, 59. ISSN 1124-4232.
- Aldo Riccardi, Locomotive FS a combustione mista, in Tutto treno, 15 (2004), n. 176, pp. 16-21. ISSN 1124-4232.
- Gian Guido Turchi, Vapore oggi, in I treni oggi, 1 (1980), n. 3, pp. 24-26, ISSN 0392-4602.